# هاوارد لیندسی
هاوارد لیندسی (انگلیسی: Howard Lindsay؛ ۲۹ مارس ۱۸۸۹ – ۱۱ فوریهٔ ۱۹۶۸) یک هنرپیشه، و فیلم‌نامه‌نویس اهل ایالات متحده آمریکا بود.